# Taekwondo nos Jogos Olímpicos de Verão de 2004
O taekwondo nos Jogos Olímpicos de Verão de 2004 foi disputado no Pavilhão de Esportivo do Centro Olímpico da Costa de Faliro em Atenas, Grécia. 124 competidores dividos em quatro eventos masculinos e quatro femininos concorreram pelas oito medalhas de ouro.

## Eventos
Masculino: 58 kg | 68 kg | 80 kg | acima de 80 kg

Feminino 49 kg | 57 kg | 67 kg | acima de 67 kg
Abreviaturas:
- DSQ - Desclassificação
- NOC - Nocaute
- PTS - Vitória por pontos
- RSC - Vitória por decisão do árbitro
- SUP - Vitória por superioridade técnica
- DTC - Desistência

## Masculino

### 58 kg masculino
| Pos. | País          | Atletas       |
| ---- | ------------- | ------------- |
|      | Taipé Chinesa | Chu Mu Yen    |
|      | México        | Oscar Salazar |
|      | Egito         | Tamer Bayoumi |

Evento realizado em 26 de agosto.
| Oitavas de final    |                      |           |                        |               |
| Protetor vermelho   | País                 | Resultado | Protetor azul          | País          |
| Marcel Ferreira     | Brasil               | 2-10      | Tamer Bayoumi          | Egito         |
| Michalis Mouroutsos | Grécia               | 5-2       | Ussadate Sutthikunkarn | Tailândia     |
| Mu Yen Chu          | Taipé Chinesa        | RSC       | Ezedin Salem           | Líbia         |
| Juan Ramos          | Espanha              | 7-6       | Tshomlee Go            | Filipinas     |
| Paul Green          | Reino Unido          | 6-5       | Satriyo Rahadhani      | Indonésia     |
| Quoc Nguyen         | Vietname             | 12-10     | Seyfula Magomedov      | Rússia        |
| Akram Abdullah      | Iêmen                | 5-7       | Oleksandr Shaposhnyk   | Ucrânia       |
| Gabriel Mercedes    | República Dominicana | 1-10      | Oscar Salazar          | México        |
| Quartas de final    |                      |           |                        |               |
| Michalis Mouroutsos | Grécia               | 2-8       | Tamer Bayoumi          | Egito         |
| Juan Ramos          | Espanha              | 1-9       | Mu Yen Chu             | Taipé Chinesa |
| Quoc Nguyen         | Vietname             | 4-2       | Paul Green             | Reino Unido   |
| Oscar Salazar       | México               | 6-2       | Oleksandr Shaposhnyk   | Ucrânia       |
| Semifinais          |                      |           |                        |               |
| Mu Yen Chu          | Taipé Chinesa        | 5-4       | Tamer Bayoumi          | Egito         |
| Oscar Salazar       | México               | 8-0       | Quoc Nguyen            | Vietname      |
| Final               |                      |           |                        |               |
| Oscar Salazar       | México               | 1-5       | Mu Yen Chu             | Taipé Chinesa |

#### Repescagem - 58 kg masculino
| Fase 2              |                      |            |                      |         |
| Protetor vermelho   | País                 | Resultados | Protetor azul        | País    |
| Gabriel Mercedes    | República Dominicana | DTC        | Oleksandr Shaposhnyk | Ucrânia |
| Juan Ramos          | Espanha              | DTC        | Ezedin Salem         | Líbia   |
| Fase 3              |                      |            |                      |         |
| Gabriel Mercedes    | República Dominicana | DTC        | Tamer Bayoumi        | Egito   |
| Quoc Nguyen         | Vietname             | 0-8        | Juan Ramos           | Espanha |
| Disputa pelo bronze |                      |            |                      |         |
| Juan Ramos          | Espanha              | 1-7        | Tamer Bayoumi        | Egito   |

### 68 kg masculino
| Pos. | País          | Atletas              |
| ---- | ------------- | -------------------- |
|      | Irão          | Hadi Saei Bonehkohal |
|      | Taipé Chinesa | Chih Hsiung Huang    |
|      | Coreia do Sul | Myeong Seob Song     |

Evento realizado em 27 de agosto.
| Oitavas de final    |                           |            |                     |               |
| Protetor vermelho   | País                      | Resultados | Protetor azul       | País          |
| Carlo Massimino     | Austrália                 | 7-2        | Mohamed Omrani      | Tunísia       |
| Duncan Mahlangu     | África do Sul             | 7-11       | Gabriel Sagastume   | Guatemala     |
| Bertrand Gbongou    | República Centro-Africana | NOC        | Tuncay Caliskan     | Áustria       |
| Tamer Hussein       | Egito                     | 1-8        | Chih Huang          | Taipé Chinesa |
| Carlo Molfetta      | Itália                    | RSC        | Hadi Bonehkohal     | Irão          |
| Diogo Silva         | Brasil                    | 6-5        | Luis Alberto Garcia | Venezuela     |
| Jesper Roesen       | Dinamarca                 | 11-10      | Alejandro Hernando  | Argentina     |
| Niyamaddin Pashayev | Azerbaijão                | 13-15      | Myeong Song         | Coreia do Sul |
| Quartas de final    |                           |            |                     |               |
| Gabriel Sagastume   | Guatemala                 | 5-4        | Carlo Massimino     | Austrália     |
| Chih Huang          | Taipé Chinesa             | 10-8       | Tuncay Caliskan     | Áustria       |
| Diogo Silva         | Brasil                    | 6-8        | Hadi Bonehkohal     | Irão          |
| Myeong Song         | Coreia do Sul             | 13-11      | Jesper Roesen       | Dinamarca     |
| Semifinais          |                           |            |                     |               |
| Chih Huang          | Taipé Chinesa             | 7-5        | Gabriel Sagastume   | Guatemala     |
| Myeong Song         | Coreia do Sul             | 9-9 (PTS)  | Hadi Bonehkohal     | Irão          |
| Final               |                           |            |                     |               |
| Hadi Bonehkohal     | Irão                      | 4-3        | Chih Huang          | Taipé Chinesa |

#### Repescagem - 68 kg masculino
| Fase 2              |               |            |                   |           |
| Protetor vermelho   | País          | Resultados | Protetor azul     | País      |
| Carlo Molfetta      | Itália        | DTC        | Diogo Silva       | Brasil    |
| Tuncay Caliskan     | Áustria       | 4-8        | Tamer Hussein     | Egito     |
| Fase 3              |               |            |                   |           |
| Diogo Silva         | Brasil        | 12-10      | Gabriel Sagastume | Guatemala |
| Myeong Song         | Coreia do Sul | 8-6        | Tamer Hussein     | Egito     |
| Disputa pelo bronze |               |            |                   |           |
| Myeong Song         | Coreia do Sul | 12-7       | Diogo Silva       | Brasil    |

### 80 kg masculino
| Pos. | País           | Atletas         |
| ---- | -------------- | --------------- |
|      | Estados Unidos | Steven Lopez    |
|      | Turquia        | Bahri Tanrikulu |
|      | Irão           | Yossef Karami   |

Evento realizado em 28 de agosto.
| Oitavas de final    |                   |            |                    |                |
| Protetor vermelho   | País              | Resultados | Protetor azul      | País           |
| Patrick Stevens     | Países Baixos     | 10-13      | Christophe Negrel  | França         |
| Chinedum Osuji      | Trinidad e Tobago | 3-10       | Rashad Ahmadov     | Azerbaijão     |
| Donald Geisler      | Filipinas         | 9-9 (PTS)  | Bahri Tanrikulu    | Turquia        |
| Jacob Obiorah       | Nigéria           | 11-16      | Hichem Hamdouni    | Tunísia        |
| Daniel Trenton      | Austrália         | 12-6       | Craig Brown        | Reino Unido    |
| Yossef Karami       | Irão              | 16-12      | Kriangkrai Noikoed | Tailândia      |
| Steven Lopez        | Estados Unidos    | 12-0       | Raid Rasheed       | Iraque         |
| Adilkhan Sagindykov | Cazaquistão       | 7-8        | Victor Garibay     | México         |
| Quartas de final    |                   |            |                    |                |
| Rashad Ahmadov      | Azerbaijão        | 24-17      | Christophe Negrel  | França         |
| Hichem Hamdouni     | Tunísia           | 4-6        | Bahri Tanrikulu    | Turquia        |
| Yossef Karami       | Irão              | 13-9       | Daniel Trenton     | Austrália      |
| Victor Garibay      | México            | 2-4        | Steven Lopez       | Estados Unidos |
| Semifinais          |                   |            |                    |                |
| Bahri Tanrikulu     | Turquia           | 6-6 (SUP)  | Rashad Ahmadov     | Azerbaijão     |
| Steven Lopez        | Estados Unidos    | 7-6        | Yossef Karami      | Irão           |
| Final               |                   |            |                    |                |
| Steven Lopez        | Estados Unidos    | 3-0        | Bahri Tanrikulu    | Turquia        |

#### Repescagem - 80 kg masculino
| Fase 2              |         |            |                 |            |
| Protetor vermelho   | País    | Resultados | Protetor azul   | País       |
| Raid Rasheed        | Iraque  | DTC        | Victor Garibay  | México     |
| Hichem Hamdouni     | Tunísia | RSC        | Donald Geisler  | Filipinas  |
| Fase 3              |         |            |                 |            |
| Victor Garibay      | México  | 9-9 (PTS)  | Rashad Ahmadov  | Azerbaijão |
| Yossef Karami       | Irão    | 12-4       | Hichem Hamdouni | Tunísia    |
| Disputa pelo bronze |         |            |                 |            |
| Yossef Karami       | Irão    | 9-8        | Rashad Ahmadov  | Azerbaijão |

### acima de 80 kg masculino
| Pos. | País          | Atletas               |
| ---- | ------------- | --------------------- |
|      | Coreia do Sul | Dae Sung Moon         |
|      | Grécia        | Alexandros Nikolaidis |
|      | França        | Pascal Gentil         |

Evento realizado em 29 de agosto.
| Oitavas de final      |                      |            |                             |               |
| Protetor vermelho     | País                 | Resultados | Protetor azul               | País          |
| Zakaria Asidah        | Dinamarca            | 6-9        | Ibrahim Kamal               | Jordânia      |
| Teemu Heino           | Finlândia            | 5-8        | Hung Nguyen                 | Vietname      |
| Luis Noguera          | Venezuela            | 5-8        | Abdelkader Zrouri           | Marrocos      |
| Julian Rivera         | Colômbia             | 3-7        | Alexandros Nikolaidis       | Grécia        |
| Kristopher Cabezas    | Costa Rica           | 3-2        | Tudor Sanon                 | Haiti         |
| Pascal Gentil         | França               | 2-0        | Chika Chukwumerije          | Nigéria       |
| Zoran Prerad          | Bósnia e Herzegovina | 2-13       | Jon Garcia                  | Espanha       |
| Adilkhan Sagindykov   | Cazaquistão          | 2-7        | Dae Sung Moon               | Coreia do Sul |
| Quartas de final      |                      |            |                             |               |
| Hung Nguyen           | Vietname             | 7-9        | Ibrahim Kamal               | Jordânia      |
| Alexandros Nikolaidis | Grécia               | 5-2        | Abdelkader Zrouri           | Marrocos      |
| Pascal Gentil         | França               | 4-1        | Kristopher Moitland Cabezas | Costa Rica    |
| Sung Moon-Dae         | Coreia do Sul        | 7-5        | Jon Garcia                  | Espanha       |
| Semifinais            |                      |            |                             |               |
| Alexandros Nikolaidis | Grécia               | 6-3        | Ibrahim Kamal               | Jordânia      |
| Sung Moon-Dae         | Coreia do Sul        | 5-3        | Pascal Gentil               | França        |
| Final                 |                      |            |                             |               |
| Sung Moon-Dae         | Coreia do Sul        | NOC (1R)   | Alexandros Nikolaidis       | Grécia        |

#### Repescagem - acima de 80 kg masculino
| Fase 2              |             |            |                   |          |
| Protetor vermelho   | País        | Resultados | Protetor azul     | País     |
| Adilkhan Sagindykov | Cazaquistão | 5-5 (PTS)  | Jon Garcia        | Espanha  |
| Abdelkader Zrouri   | Marrocos    | 6-2        | Julian Rivera     | Colômbia |
| Fase 3              |             |            |                   |          |
| Adilkhan Sagindykov | Cazaquistão | 2-2 (PTS)  | Ibrahim Kamal     | Jordânia |
| Pascal Gentil       | França      | 3-1        | Abdelkader Zrouri | Marrocos |
| Disputa pelo bronze |             |            |                   |          |
| Pascal Gentil       | França      | 6-2        | Ibrahim Kamal     | Jordânia |

## Feminino

### 49 kg feminino
| Pos. | País          | Atletas                     |
| ---- | ------------- | --------------------------- |
|      | Taipé Chinesa | Chen Shih Hsin              |
|      | Cuba          | Yanelis Yuliet Labrada Diaz |
|      | Tailândia     | Yaowapa Boorapolchai        |

Evento realizado em 26 de agosto.
| Oitavas de final     |               |           |                        |               |
| Protetor vermelho    | País          | Resultado | Protetor azul          | País          |
| Brigitte Yague       | Espanha       | 5-9       | Yaowapa Boorapolchai   | Tailândia     |
| Euda Carias          | Guatemala     | 4-4 (SUP) | Elaine Shueh Fhern Teo | Malásia       |
| Lineo Mochesane      | Lesoto        | 0-4       | Nevena Lukic           | Áustria       |
| Dalia Contreras      | Venezuela     | 5-1       | Maya Arusi             | Israel        |
| Jermin Anwar         | Egito         | 2-3       | Ivett Gonda            | Canadá        |
| Sangina Baidya       | Nepal         | 0-4       | Chen Shih Hsin         | Taipé Chinesa |
| Gladys Romero        | Colômbia      | 2-2 (PTS) | Juana Wangsa Putri     | Indonésia     |
| Quartas de final     |               |           |                        |               |
| Yaowapa Boorapolchai | Tailândia     | 1-3       | Yanelis Diaz           | Cuba          |
| Nevena Lukic         | Áustria       | 1-1 (SUP) | Euda Carias            | Guatemala     |
| Ivett Gonda          | Canadá        | 3-2       | Dalia Contreras        | Venezuela     |
| Gladys Romero        | Colômbia      | 0-1       | Chen Shih Hsin         | Taipé Chinesa |
| Semifinais           |               |           |                        |               |
| Euda Carias          | Guatemala     | 3-8       | Yanelis Diaz           | Cuba          |
| Chen Shih Hsin       | Taipé Chinesa | 3-2       | Ivett Gonda            | Canadá        |
| Final                |               |           |                        |               |
| Chen Shih Hsin       | Taipé Chinesa | 5-4       | Yanelis Diaz           | Cuba          |

#### Repescagem - 49 kg feminino
| Fase 2               |           |           |                      |           |
| Protetor vermelho    | País      | Resultado | Protetor azul        | País      |
| Sangina Baidya       | Nepal     | 1-5       | Gladys Romero        | Colômbia  |
| Fase 3               |           |           |                      |           |
| Gladys Romero        | Colômbia  | 2-0       | Euda Carias          | Guatemala |
| Ivett Gonda          | Canadá    | 3-6       | Yaowapa Boorapolchai | Tailândia |
| Disputa pelo bronze  |           |           |                      |           |
| Yaowapa Boorapolchai | Tailândia | 2-1       | Gladys Romero        | Colômbia  |

### 57 kg feminino
| Pos. | País           | Atletas               |
| ---- | -------------- | --------------------- |
|      | Coreia do Sul  | Ji Won Jang           |
|      | Estados Unidos | Nia Abdallah          |
|      | México         | Iridia Salazar Blanco |

Evento realizado em 27 de agosto.
| Oitavas de final           |                |           |                            |                 |
| Protetor vermelho          | País           | Resultado | Protetor azul              | País            |
| Iridia Salazar             | México         | 5-2       | Paola Diaz                 | Colômbia        |
| Sonia Reyes                | Espanha        | 11-2      | Aleksandra Uścińska        | Polónia         |
| Ji Won Jang                | Coreia do Sul  | 9-2       | Mariam Bah                 | Costa do Marfim |
| Nootcharin Sukkhongdumnoen | Tailândia      | 6-6 (SUP) | Areti Athanasopoulou       | Grécia          |
| Shu Ju Chi                 | Taipé Chinesa  | 8-0       | Abeer Essawy               | Egito           |
| Nia Abdallah               | Estados Unidos | 16-9      | Margarita Mkrtchyan        | Rússia          |
| Cristiana Corsi            | Itália         | 2-0       | Gwladys Epangue            | França          |
| Quartas de final           |                |           |                            |                 |
| Iridia Salazar             | México         | 7-7 (SUP) | Irina Kaydashova           | Uzbequistão     |
| Ji Won Jang                | Coreia do Sul  | 3-2       | Sonia Reyes                | Espanha         |
| Shu Ju Chi                 | Taipé Chinesa  | 1-2       | Nootcharin Sukkhongdumnoen | Tailândia       |
| Cristiana Corsi            | Itália         | 2-3       | Nia Abdallah               | Estados Unidos  |
| Semifinais                 |                |           |                            |                 |
| Ji Won Jang                | Coreia do Sul  | 2-1       | Iridia Salazar             | México          |
| Nia Abdallah               | Estados Unidos | 8-5       | Nootcharin Sukkhongdumnoen | Tailândia       |
| Final                      |                |           |                            |                 |
| Nia Abdallah               | Estados Unidos | 1-2       | Ji Won Jang                | Coreia do Sul   |

#### Repescagem - 57 kg feminino
| Fase 2                     |           |           |                 |                 |
| Protetor vermelho          | País      | Resultado | Protetor azul   | País            |
| Margarita Mkrtchyan        | Rússia    | 2-5       | Cristiana Corsi | Itália          |
| Sonia Reyes                | Espanha   | 5-0       | Mariam Bah      | Costa do Marfim |
| Fase 3                     |           |           |                 |                 |
| Cristiana Corsi            | Itália    | 2-3       | Iridia Salazar  | México          |
| Nootcharin Sukkhongdumnoen | Tailândia | 3-6       | Sonia Reyes     | Espanha         |
| Disputa pelo bronze        |           |           |                 |                 |
| Sonia Reyes                | Espanha   | 1-2       | Iridia Salazar  | México          |

### 67 kg feminino
| Pos. | País          | Atletas             |
| ---- | ------------- | ------------------- |
|      | China         | Wei Luo             |
|      | Grécia        | Elisavet Mystakidou |
|      | Coreia do Sul | Kyung Sun Hwang     |

Evento realizado em 28 de agosto.
| Oitavas de final     |               |             |                      |               |
| Protetor vermelho    | País          | Resultado   | Protetor azul        | País          |
| Mounira Nahdi        | Tunísia       | 2-6         | Mouna Benabderassoul | Marrocos      |
| Sandra Saric         | Croácia       | 2-5         | Nina Solheim         | Noruega       |
| Kyung Sun Hwang      | Coreia do Sul | 8-10        | Wei Luo              | China         |
| Verina Wihongi       | Nova Zelândia | 0-4         | Elisavet Mystakidou  | Grécia        |
| Caroline Bartasek    | Austrália     | 0-7         | Heidy Juarez         | Guatemala     |
| Sarah Bainbridge     | Reino Unido   | 6-7         | Charmie Sobers       | Países Baixos |
| Vanina Sanchez       | Argentina     | 10-10 (SUP) | Mary Rivero          | Filipinas     |
| Quartas de final     |               |             |                      |               |
| Mouna Benabderassoul | Marrocos      | 4-4 (SUP)   | Ineabelle Diaz       | Porto Rico    |
| Wei Luo              | China         | RSC         | Nina Solheim         | Noruega       |
| Heidy Juarez         | Guatemala     | 4-6         | Elisavet Mystakidou  | Grécia        |
| Mary Rivero          | Filipinas     | 10-4        | Charmie Sobers       | Países Baixos |
| Semifinais           |               |             |                      |               |
| Wei Luo              | China         | 5-3         | Ineabelle Diaz       | Porto Rico    |
| Mary Rivero          | Filipinas     | 2-3         | Elisavet Mystakidou  | Grécia        |
| Final                |               |             |                      |               |
| Elisavet Mystakidou  | Grécia        | 6-7         | Wei Luo              | China         |

#### Repescagem - 67 kg masculino
| Fase 2                 |               |           |                 |               |
| Protetor vermelho      | País          | Resultado | Protetor azul   | País          |
| Verina Wihongi         | Nova Zelândia | 1-4       | Heidy Juarez    | Guatemala     |
| Nina Solheim           | Noruega       | DTC       | Kyung Sun Hwang | Coreia do Sul |
| Fase 3                 |               |           |                 |               |
| Heidy Juarez           | Guatemala     | 5-2       | Ineabelle Diaz  | Porto Rico    |
| Mary Antoinette Rivero | Filipinas     | 2-6       | Kyung Sun Hwang | Coreia do Sul |
| Disputa pelo bronze    |               |           |                 |               |
| Kyung Sun Hwang        | Coreia do Sul | 5-2       | Heidy Juarez    | Guatemala     |

### acima de 67 kg feminino
| Pos. | País      | Atletas         |
| ---- | --------- | --------------- |
|      | China     | Chen Zhong      |
|      | França    | Myriam Baverel  |
|      | Venezuela | Adriana Carmona |

Evento realizado em 29 de agosto.
| Oitavas de final    |             |           |                     |           |
| Protetor vermelho   | País        | Resultado | Protetor azul       | País      |
| Nadin Dawani        | Jordânia    | 12-9      | Princess Dudu       | Nigéria   |
| Dominique Bosshart  | Canadá      | 5-7       | Myriam Baverel      | França    |
| Mounia Bourguigue   | Marrocos    | 4-6       | Daniela Castrignano | Itália    |
| Tina Morgan         | Austrália   | 2-7       | Natália Falavigna   | Brasil    |
| Natalya Mikryukova  | Uzbequistão | 6-9       | Laurence Rase       | Bélgica   |
| Yoriko Okamoto      | Japão       | 5-7       | Zhong Chen          | China     |
| Sarah Stevenson     | Reino Unido | 8-8 (SUP) | Adriana Carmona     | Venezuela |
| Quartas de final    |             |           |                     |           |
| Nadin Dawani        | Jordânia    | 5-4       | Natasa Vezmar       | Croácia   |
| Daniela Castrignano | Itália      | 8-8 (SUP) | Myriam Baverel      | França    |
| Laurence Rase       | Bélgica     | 4-8       | Natália Falavigna   | Brasil    |
| Adriana Carmona     | Venezuela   | 5-7       | Zhong Chen          | China     |
| Semifinais          |             |           |                     |           |
| Myriam Baverel      | França      | 3-3 (PTS) | Nadin Dawani        | Jordânia  |
| Zhong Chen          | China       | 8-5       | Natália Falavigna   | Brasil    |
| Final               |             |           |                     |           |
| Zhong Chen          | China       | 12-5      | Myriam Baverel      | França    |

#### Repescagem - acima de 67 kg feminino
| Fase 2              |           |           |                     |           |
| Protetor vermelho   | País      | Resultado | Protetor azul       | País      |
| Yoriko Okamoto      | Japão     | 2-5       | Adriana Carmona     | Venezuela |
| Daniela Castrignano | Itália    | 6-3       | Dominique Bosshart  | Canadá    |
| Fase 3              |           |           |                     |           |
| Adriana Carmona     | Venezuela | 2-5       | Nadin Dawani        | Jordânia  |
| Natália Falavigna   | Brasil    | 6-3       | Daniela Castrignano | Itália    |
| Disputa pelo bronze |           |           |                     |           |
| Natália Falavigna   | Brasil    | 2-5       | Adriana Carmona     | Venezuela |

## Quadro de medalhas do taekwondo
| Pos. | País           | Ouro | Prata | Bronze | Total |
| 1    | Taipé Chinês   | 2    | 1     | 0      | 3     |
| 2    | Coreia do Sul  | 2    | 0     | 2      | 4     |
| 3    | China          | 2    | 0     | 0      | 2     |
| 4    | Estados Unidos | 1    | 1     | 0      | 2     |
| 5    | Irão           | 1    | 0     | 1      | 2     |
| 6    | Grécia         | 0    | 2     | 0      | 2     |
| 7    | França         | 0    | 1     | 1      | 2     |
| 7    | México         | 0    | 1     | 1      | 2     |
| 9    | Cuba           | 0    | 1     | 0      | 1     |
| 9    | Turquia        | 0    | 1     | 0      | 1     |
| 11   | Egito          | 0    | 0     | 1      | 1     |
| 11   | Tailândia      | 0    | 0     | 1      | 1     |
| 11   | Venezuela      | 0    | 0     | 1      | 1     |